# Institut supérieur industriel de Mons
L'institut Supérieur Industriel à Mons (ISIMs) est l'ancienne appellation de l'actuel département des Sciences et technologies de la Haute école en Hainaut (HEH). Il est situé à proximité du centre de la ville de Mons, en Belgique.
Le Campus technique organise des formations de type master en sciences de l'Ingénieur Industriel (Bac+5) dans les domaines de la construction (énergie et environnement ; génie civil et bâtiment), géomètre, informatique (réseaux et sécurité ; automation et systèmes embarqués) et technologies des données du vivant.
Il organise également des formations de bachelier (Bac+3) en informatique, en techniques graphiques, en électronique et en biotechnique.

## Historique
L'arrêté royal du 29 mai 1959 est à l'origine de la création de l'ITSEM composé d'une Ecole Technique Supérieure et d'une Ecole Technique qui délivrait les diplômes d'ingénieur technicien en mécanique, en électricité, en électronique et en travaux publics.
En 1968, on y lance un graduat de 2 années en électronique-automation-radio-TV.
La Loi de 1970 restructurant l'enseignement supérieur provoque le changement d'ITSEM en ISTEM pour Institut Supérieur Technique de l’État à Mons. L'année suivante, la construction des bâtiments de l'Avenue Maistriau commence et en 1973, l'ISTEM s'installe dans ses nouveaux locaux.
À la suite de la Loi du 18 février 1977 sur l'institutionnalisation de l'enseignement supérieur de type long, L'ISTEM est renommé ISIEM pour Institut Supérieur Industriel de l’État à Mons et forme des graduats (2 années) en automation-radio-TV et des Ingénieurs industriels (2 cycles de 2 années).
Lors de la troisième réforme de l'état en 1988-1989, la Communauté française prend les rênes de l'enseignement et l'ISIEM est renommé ISIMs pour Institut Supérieur Industriel de Mons. 
À la suite du décret relatif aux charges et emplois en Hautes Écoles, en 1997 l'ISIMs devient la catégorie technique de la HECFH : la Haute École de la Communauté française en Hainaut.
En l'an 2000, on y lance une formation de bachelier en informatique et systèmes et de bachelier en techniques graphiques.
En 2008, s'ouvre la section bachelier en biotechnique en codiplômation avec la Haute école Condorcet. 
À la suite du changement de nom de la « Communauté française » en « Fédération Wallonie-Bruxelles », la HECFH devient la HEH : la Haute École en Hainaut et les catégories sont renommées Campus.
En 2020, le Campus technique est rebaptisé département des Sciences et technologies.